# Hubert Lagardelle
Hubert Lagardelle, né le 8 juillet 1874 au Burgaud, et mort le 20 septembre 1958 à Paris, est un théoricien français du syndicalisme révolutionnaire. En 1899, il fonde la revue Le Mouvement socialiste, participe à la revue Plans et cofonde la revue Prélude avec Pierre Winter puis devient ministre du Travail durant le régime de Vichy.

## Biographie

### Jeunesse et études
Il suit des études de droit, et est titulaire d'une licence de droit. Ses études sont conclues par une thèse sur les syndicats.

### Parcours professionnel
Hubert Lagardelle amorce une carrière de journaliste en créant à Toulouse la revue marxiste La Jeunesse socialiste (1895). Il adhère en 1896 au Parti ouvrier français (marxiste) de Jules Guesde. Puis il fonde Le Mouvement socialiste (1899-1914), revue théorique du socialisme, puis du syndicalisme révolutionnaire qui reste une référence dans l'histoire du socialisme français. Lagardelle est influencé par les théories de Proudhon, de Marx et de Georges Sorel. Militant socialiste, il fréquente les dirigeants de la CGT et contribue à la constitution de l'idéologie syndicaliste révolutionnaire dans les années 1904-1908.

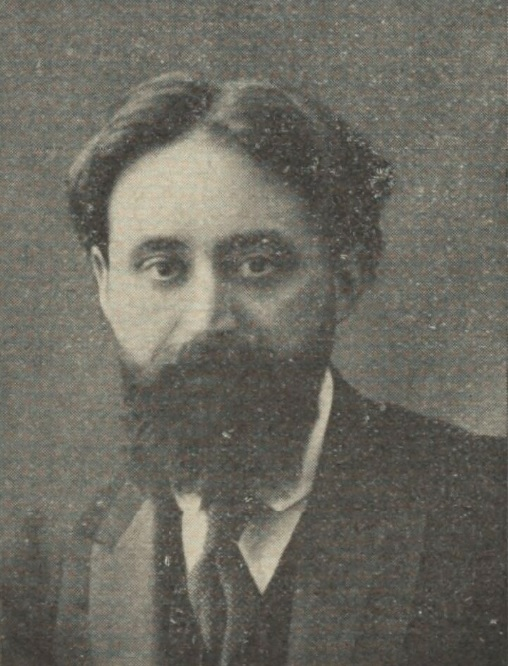
Hubert Lagardelle en 1912.

Dans les années 1910, déçu par l'évolution de la CGT, il se retire à Toulouse dans son domaine arboricole et s'occupe de la chambre de commerce locale. Comme d'autres ex-syndicalistes révolutionnaires ou ex-membres de l'aile gauche du mouvement ouvrier (Gustave Hervé et Georges Valois en France, Mussolini en Italie), Hubert Lagardelle est tenté par un certain fascisme. En 1926, il adhère à la section de Toulouse du Faisceau de Georges Valois, le premier parti fasciste français. Benito Mussolini s'en approprie l'héritage en écrivant dans sa Doctrine du fascisme (1932) : « Dans le grand fleuve du fascisme, vous trouverez les filons qui remontent à Sorel, à Péguy, à Lagardelle du Mouvement socialiste et à ce groupe de syndicalistes italiens qui, de 1904 à 1914, portèrent une note nouvelle dans les milieux socialistes avec les Pagine libere d’Olivetti, La Lupa d’Orano, Il Divenire sociale d’E. Leone. »
Fasciné par le fascisme italien, Hubert Lagardelle assiste de 1932 à 1937 l'ambassadeur de France à Rome Henry de Jouvenel dans la tentative d'établir une alliance franco-italienne pour faire barrage à l'expansionnisme allemand. Ce sera peine perdue.

### Adhésion à la Collaboration
Après la défaite de 1940, Lagardelle participe à l’Institut d’études corporatives et sociales et au Centre international de synthèse. Hubert Lagardelle devient ministre du Travail du régime de Vichy dans le gouvernement Pierre Laval (avril 1942-novembre 1943). Il est à ce titre l'organisateur du STO. En 1943, il est contraint à la démission du gouvernement et devient rédacteur en chef du journal collaborateur de gauche La France socialiste. En 1946, il est condamné à la prison à perpétuité mais libéré en raison de son âge en 1949.
Il meurt le 20 septembre 1958 au sein de l'Hôpital Bichat dans le 18e arrondissement et est inhumé au Cimetière de Saint Ouen (cimetière nouveau, 2ème division, 1ère ligne).

## Œuvres
- La Question agraire et le socialisme (1899).
- L’Évolution des Syndicats ouvriers en France (1900).
- Les Intellectuels devant le Socialisme (1901).
- La grève générale et le socialisme. Enquête internationale. (1905),
- La Confédération du Travail et le Socialisme (1907).
- Syndicalisme et Socialisme (1908).
- Le Parti socialiste et la Confédération Générale du Travail, Paris, Rivière, 1908.
- Bakounine et Marx, 1909, publié dans l’International.
- Texte et Commentaire des lettres de Georges Sorel à Hubert Lagardelle, 1933, Rome.
- Le Régime fasciste italien, 1935, dans l’Encyclopédie française.
- Vingt ans d’Histoire de l’Italie, 1937.
- Le Socialisme français.
- Rome : mission Mussolini, 1955.